# ناحیه بهمبر
ناحیه بهمبر (به انگلیسی: Bhimber District) یکی از ناحیه‌های پاکستان در پاکستان است که در جامو و کشمیر واقع شده‌است. ناحیه بهمبر ۱٬۵۱۶ کیلومتر مربع مساحت و ۴۲۰٬۶۲۴ نفر جمعیت دارد.